# Karl Leo
Karl Leo (Freiburg im Breisgau, 10 de julho de 1960) é um físico alemão.

## Condecorações
- Medalha Otto Hahn, Sociedade Max Planck, 1989
- Prêmio Gottfried Wilhelm Leibniz, Deutsche Forschungsgemeinschaft, 2002
- Membro da Academia Leopoldina, 2004[1]
- Prêmio Futuro da Alemanha, 2011
- Prêmio de Ciências Hector,[2] 2014